# ゴースト・ラボ:禁断の実験
ゴーストラボ:禁断の実験（タイ語:โกสต์แล็บ..ฉีกกฎทดลองผี 英語: GHOST LAB  ）は、タイの映画である。ジャンルはホラー-科学。監督はパウィーン・プーリジットパンヤー 。制作はGDH 559およびジョー・クワン・フィルムで、NETFLIXによるプロダクション管理が行われた。主演はタナポップ・リーラットタカチョーンと パリ・インタラコマリヤスット および ナタニチャー・ダンワタナーワニット。2021年5月26日にNETFLIXによって日本を含む全世界公開された。タイ映画がNETFLIXオリジナルで公開されるのは、BNK48:One Takeに続き、2作目となる。また、映画全編においてNETFLIX基準かつドルビー・ビジョン規格に従ってHDRテクノロジーで撮影された最初のタイ映画とも言われている。

## あらすじ
「あなたは死後の世界を信じますか？」
ウィーとグラは病院に勤める研修医である。学生時代からの友人同士ではあるが、ウィーは科学で観測・証明できるものしか信じないタイプであったいっぽう、グラは子供時代に父親の幽霊と遊んだ経験から、幽霊の存在を信じ、周りに体験談を聞いたり、ベトナムの刑務所や韓国の廃病院、日本の樹海など心霊スポットに足を運んで実在を調べているという対照的な性格であった。救急に焼身自殺を試みた男性が運ばれてきた夜、2人は夜勤に入っており、一緒にその男の「幽霊」を見たことがきっかけで、病院の古い職員宿舎に部屋を確保して研究室を開き、それを証明する方法を見つけるための研究・実験をイヌイットの伝承になぞらえて「北極光の研究」と称して行うことにする。それまでのグラの研究から「幽霊は写真には写らない」と結論づけた2人は、夜の病院に張り込み、幽霊が出現する条件を探し出そうとする。病院内の監視カメラなどで物が勝手に動く姿は多く見つけられたいっぽう、連日張り込んでも幽霊には再会できず、過労でグラは手術に失敗してしまい、部屋の利用を許可したナモ医師からも叱責される。焦った2人は改めて幽霊の「実験参加者」を見つける必要に迫られ、遭遇する条件のわからない他人ではなく、知人の霊に絞り込むことにする。グラは末期がんで入院中の大学生を口説いて恋人にすることを提案するが、ウィーは倫理に反するとして反対する。その最中、入院していたウィーの母が窒息して脳死状態に陥ってしまう。ウィーは大学在学中から母の看病をしており、母の病室に泊まり込み、給料の大部分を医療費につぎ込み、そのせいで恋人もいなかったのだ。母との過去を思い出しながら、医学知識を優先して母の人工呼吸器を外したウィーだが、その結果さらに焦燥する。そして行った「幽霊の実在」を証明する世界で最初の人間となろうとする過程で、2人は予期せぬトラブルに遭遇する。

## 俳優とキャラクター
- タナポップ・リーラットタカチョーン : ウィー医師
- パリ・インタラコマリヤスット : グラ医師
- ナタニチャー・ダンワタナーワニット : マイ (グラの恋人)
- Natthawut Jenmana : ナモ医師
- スークワン・ブーラクン : ウィーの母
- ラチャニー・シララート : コイ (グラの母)
- シャリーダ・ギルバート : ギブ (グラの妹)
- Anchuleeon Buakaew : 年配の看護師
- Jinjuta Rattanaburi : ジューン看護師
- Alanta Potjes : グラ (子供時代)
- Suniti Supavarahasoonthorn : ウィー (子供時代)

## 製作
この映画のコンセプトは、会社がまだGTHであった時に遡る。ジラ・マリクンがワークショップキャンプを開催し、GTHの全監督が出席しペアを組んでそれぞれ1つずつ映画のストーリーを作った。 パウィーンがペアを組んだのはナワポン・タムロンラタナリットであった。2人は科学とホラーという、共通する好みを持っていたが、どういう映画を作るかについては決められなかった。その夜、パークプム・ウォンプムの部屋に幽霊がいるとの噂が立ち、彼が他の監督と部屋を代わることになった。パウィーンとナワポンは、部屋に本当の幽霊がいるのではなかと疑問に思い、この真実を確かめるためには実験が必要であることに気がついた。この出来事をきっかけに、パウィーンとナワポンは疑似科学ホラー映画のプロットを提示することを決めた。そして、2人の主人公が幽霊と死後の世界についての真実を見つけるための実験を行うプロットを作り、次回作候補の1つとして選ばれた
2019年頃、GDH559は新しい映画のためのストーリーラインを必要としていた。それは、2020年初頭にドラマ版「バッド・ジーニアス」が完成した後、製作すべき映画がなくなるためである。パウィーンとナタポンはこのプロジェクトをGDHに対して映画として提案し、2020年公開の映画として製作されることが決まったが、新型コロナウィルスの流行が発生し、公開は2021年に延期された。その後、GDHは状況が改善しない傾向から、劇場公開としていた計画を変更し、オンライン映画会社の中から、NETFLIXを選んで映画を販売、配信することを提案した。契約の完了後、NETFLIXは追加の映画製作基準を決めた。それは、映画全体をドルビー・ビジョンとHDR10+標準で撮影することだった。また、他の外国製NETFLIXと同様の基準にするために、音声については5.1ch製作することも求められた。最終的な編集プロセス中に、NETFLIXは脚本をさまざまな言語に翻訳し、NETFLIXスタジオで追加の言語吹き替えを行い、5月全世界で同時リリースの準備をした。

### 映画のサウンドトラック
映画のサウンドトラック製作にあたり、メインコンテンツに併せてBGMをより面白くするため、パウィーンは、ソニー・インタラクティブエンタテインメントのサウンドディレクターであるBill Hemstapatに、共に映画全体の音楽を作るようコンタクトを取った。

## 広報と公開
この映画は、2020年9月23日にサイアム・パラゴンショッピングセンターのパラゴンシネプレックスで開催されたGDH Xtraordinary 2021 Line-up記者会見で最初に正式発表され、メインストーリーラインが説明された。この時は、ホラー映画としての側面より、科学映画としての紹介が強調された。
ゴーストラボ:禁断の実験はもともと2020年にタイの劇場で上映される予定だったが、タイにおけるコロナウィルスの流行により2021年に延期され、第2波と第3波の発生により再び延期された。映画はNETFLIXに買収され、当初は東南アジアで、その後全世界公開が決まった。記者会見と映画のプレミア上映は2021年5月26日午前19時に行われ、同日20時より全世界公開された。
公開後、作品に対する否定的な批判があった。それは展開が簡単に推測できること、結末が不合理であること、そして非現実的なCGIに対してであった。公開後、Rotten Tomatoesでは20％のスコア、IMdBでは5.5未満を獲得している。 

## 参照
1. 1 2  GDH ส่ง GHOST LAB ฉีกกฎทดลองผี ลง Netflix ดูได้ทั่วโลก 26 พ.ค. นี้
2. ↑  GDH เปิดตัว 5 ภาพยนตร์ใหม่ รับก้าวต่อไปในปีที่ 6 ของการขับเคลื่อนอุตสาหกรรมสร้างสรรค์ไทย
3. ↑  Netflix จัดงาน “GHOST LAB Virtual Premiere” ครั้งแรกของไทย
4. ↑  https://www.heavenofhorror.com/reviews/ghost-lab-netflix-horror/